# Brotherhood: Final Fantasy XV
Brotherhood: Final Fantasy XV (Nhật: ブラザーフッド ファイナルファンタジーXV Hepburn: Burazāfuddo: Fainaru Fantajī Fifutīn) là một sê-ri ONA của đạo diễn Masui Soichi, Ofuji Akio đảm nhiệm phần sản xuất, Ayana Yuniko viết kịch bản, Inoue Yasuhisa và Akizuki Susumi lo khâu soạn nhạc. Phim được hãng Square Enix và A-1 Pictures đồng sản xuất, dựa trên bối cảnh và câu chuyện của tựa game năm 2016 Final Fantasy XV, kết nối theo chủ đề với sê-ri phụ Fabula Nova Crystallis. Brotherhood lấy bối cảnh trong các sự kiện của Final Fantasy XV, cùng những chi tiết về phần tiền truyện của nhân vật chính Noctis Lucis Caelum và bạn đồng hành với anh.
Brotherhood đã được thực hiện như là một phần trong kế hoạch mở rộng đa phương tiện của Final Fantasy XV mà không cần phát triển một dòng game. Bộ phim được Ofuji thai nghén vào năm 2014, dựa trên ước muốn của ông nhằm mở rộng mối quan hệ trong game đến thời thơ ấu khó nhọc của một trong những nhân vật này. Câu chuyện tập trung vào các chủ đề tình anh em và tình bạn, và được thiết kế để cung cấp cho người chơi cái nhìn thoáng qua vào đời tư và tính cách của các nhân vật vốn dĩ không phù hợp trong game.
Phim bắt đầu công chiếu từ ngày 30 tháng 3 đến ngày 17 tháng 9 năm 2016. Phát trực tuyến miễn phí qua YouTube và Crunchyroll, bộ phim sẽ được đóng gói với các phiên bản khác nhau của Final Fantasy XV, cùng với spin-off mang tên Kingsglaive: Final Fantasy XV. Phiên bản Ultimate Collector của trò chơi sẽ bao gồm thêm những cảnh phim tập trung vào nhân vật Lunafreya Nox Fleuret. Các tập phim này là một trong những video phổ biến nhất trên kênh YouTube chính thức của trò chơi và những ý kiến về anime thường mang tính tích cực.

## Cốt truyện
Brotherhood lấy bối cảnh trong một thế giới giống như Trái Đất gọi là Eos, xảy ra trong các sự kiện của Final Fantasy XV. Vương quốc Lucis, quốc gia gìn giữ viên tinh thể ma thuật cuối cùng còn lại trên thế giới, đã vướng vào cuộc chiến với đế chế Niflheim sở hữu công nghệ tiên tiến, sau này thống trị phần lớn thế giới hiện tại. Sau nhiều năm chiến tranh, một thỏa thận hòa bình được ký kết giữa Lucis và Niflheim. Dựa theo một phần của hòa ước này, Noctis Lucis Caelum—con trai của vị Vua đương thời Regis và là người thừa kế ngai vàng Lucis—sẽ phải kết hôn với Lunafreya Nox Fleuret, nguyên công chúa xứ Tenebrae và hiện đang là con tin nằm trong tay đế quốc Niflheim. Noctis lên đường thành thân với công chúa Lunafreya cùng với chiến hữu và bè bạn trung thành của mình: Gladiolus Amicitia, Prompto Argentum và Ignis Scientia. Trong khi đó, Niflheim đã bội ước và đưa quân xâm chiếm Lucis, cướp lấy viên tinh thể và sát hại Regis, Noctis giờ đây phải gánh vác trọng trách khôi phục ngôi vị và đánh bại quân xâm lược nhằm cứu giúp quê hương của mình thoát khỏi ách đô hộ của Niflheim.

## Sản xuất
Brotherhood: Final Fantasy XV là một phần của "Vũ trụ Final Fantasy XV", một dự án đa phương tiện dựa trên tựa game năm 2016 Final Fantasy XV cũng bao gồm bộ phim dựng bằng CGI mang tên Kingsglaive: Final Fantasy XV: câu chuyện của XV đủ lớn để bao quát một số trò chơi, nhưng nhóm phát triển không muốn tạo ra bất kỳ tựa game bổ sung nào cả, thay vào đó họ quyết định tạo dựng loại hình truyền thông khác. Giống như kiểu dự án Compilation of Final Fantasy VII, phương tiện truyền thông liên quan đến Final Fantasy XV được ra mắt trước ngày phát hành trò chơi chứ không phải sau đó, cung cấp thêm cái nhìn sâu sắc về thế giới và các nhân vật trong game. XV và phương tiện truyền thông liên quan tương tự như vậy giữ một kết nối chuyên đề với Fabula Nova Crystallis Final Fantasy, một sê-ri tổng hợp các game và các phương tiện truyền thông có liên quan đều chia sẻ chung một huyền thoại trong lúc khoe khoang những câu chuyện và bối cảnh không có dính líu gì tới. Trong khi hiện nay đã xa rời khỏi thương hiệu này, thế giới của XV vẫn còn sử dụng huyền thoại và các yếu tố thiết kế của nó. Brotherhood được thiết kế để những ai không nhất thiết phải xem nhằm hiểu rõ thêm phần game chính.
Brotherhood do nhà phát triển game Square Enix và studio anime A-1 Pictures đồng sản xuất. Nhân viên Square Enix đảm bảo rằng đội ngũ nhân viên của A-1 Pictures vẫn trung thành với trò chơi này. A-1 Pictures trước đây đã từng cộng tác với Square Enix dựng nên "On the Way to a Smile", một đoạn phim hoạt hình ngắn có trong Final Fantasy VII: Advent Children Complete Edition, và thường xuyên lên tiếng sẵn sàng làm việc cùng nhau một lần nữa. Phim do Masui Soichi làm đạo diễn, Ayana Yuniko viết kịch bản, và phần soạn nhạc do Inoue Yasuhisa và Akizuki Susumi thực hiện. Loạt phim này bắt nguồn từ nhà sản xuất Ofuji Akio, cũng là nhà sản xuất tiếp thị cho dòng game Final Fantasy. Nhân vật yêu thích của Ofuji chính là Prompto, và bộ anime đã phát triển từ mong muốn mở rộng mối quan hệ trong game đến thời thơ ấu gian khổ của nhân vật. Mẫu concept đầu tiên được ra mắt vào năm 2014, một năm rưỡi trước khi nó được tiết lộ. Phim được định hình dưới dạng một bộ anime dài tập dựa trên cả ý kiến đội ngũ nhân viên và trên thực tế là Kingsglaive đã được sản xuất dưới dạng CGI. Các tập phim được sản xuất khá nhanh, tạo dựng và phát hành theo từng tháng. Ngay khi phim vừa phát hành, những nhà sáng tạo đã đưa phản hồi của người hâm mộ vào tài khoản khi tạo ra các tập phim trong tương lai. Bản chất của Brotherhood giống như một bộ anime miễn phí đã gây ra những vấn đề khi tài trợ cho dự án: điều này đã được quyết định để đưa bộ anime đến với đông đảo khán giả nhất. Cuối cùng, ngân sách được chia ra giữa tổng chi phí sản xuất của Final Fantasy XV và doanh số bán hàng dự kiến sau khi anime được phát hành.
Ofuji chịu trách nhiệm tạo ra kịch bản cơ sở để từ đó các nhà biên kịch chính của Brotherhood sẽ bắt tay vào công việc: khai thác từ các bảng ghi chú tất cả các thông số của nhân vật do các nhà văn của Final Fantasy XV thực hiện, ông đã tạo ra toàn bộ kịch bản dựa trên đặc điểm nền của nhân vật, chẳng hạn như sở thích nấu nướng của Ignis và chứng béo phì thời thơ ấu của Prompto. Anime tập trung vào các chủ đề tình anh em và tình bạn bè, và bao gồm những cảnh quan hệ cá nhân mà không thể có trong game. Câu chuyện kể về cốt truyện sườn của Noctis từ thời thơ ấu cho đến lúc mở đầu game, cùng với những mẫu chuyện riêng của từng người bạn thân trong nhóm. Các tập đầu tiên và cuối cùng liên quan trực tiếp đến các sự kiện của Platinum Demo: Final Fantasy XV, một đoạn demo công nghệ miễn phí trình chiếu về chuyến phiêu lưu của Noctis qua thế giới trong mơ sau trải nghiệm cận tử. Anime cũng đóng vai trò giới thiệu những nhân vật tiềm năng dành cho người chơi. Trong các bản Final Fantasy trước đây, đội nhóm của người chơi được xây dựng dần dần trong suốt quá trình chơi game. Trong Final Fantasy XV, tổ đội hoàn chỉnh sẽ có mặt ngay từ đầu, và vì những khoảnh khắc cốt truyện sườn không có trong game, anime được sử dụng như một phương tiện tương tự cho phép người chơi đồng cảm với họ. Sự kiện của từng tập phim cũng giúp tìm hiểu chi tiết về các tầng lớp xã hội khác nhau của nhân vật, ví dụ như sự tương phản giữa ngôi nhà nhỏ của Prompto và những bậc cha mẹ chăm chỉ so với cuộc sống xa hoa hơn của Gladiolus.

## Phát hành
Brotherhood lần đầu tiên được công bố vào ngày 30 tháng 3 năm 2016 tại "Uncovered: Final Fantasy XV", một sự kiện truyền thông dành cho game; tập đầu tiên đã phát sóng ngay sau sự kiện. Mỗi tập được phát hành trực tuyến miễn phí qua kênh YouTube chính thức của trò chơi và kết thúc với tập thứ 5 vào ngày 17 tháng 9 năm 2016. Phim cũng được phát trực tiếp thông qua dịch vụ trực tuyến Crunchyroll. Mỗi tập phim dài từ mười đến mười lăm phút. Định dạng này được chọn theo định dạng chuẩn 23 phút vì nó sẽ cho biết những câu chuyện mong muốn mà không làm cho người xem thấy chán. Tất cả các tập của Brotherhood đều được gộp vào như là một phần trong bản Ultimate Collector's Edition của Final Fantasy XV trên đĩa Blu-ray. Sê-ri này cũng được đưa vào "Final Fantasy XV Film Collection", một bộ sưu tập bao gồm cả Final Fantasy XV và Kingsglaive. Các cảnh quay thêm tập trung vào nhân vật Lunafreya được độc quyền hợp thành một phần của bản Ultimate Collector's Edition. Bộ phim đã được chỉnh sửa cùng nhau tạo thành một tập phim dài 30 phút và phát sóng trên mạng Tokyo Metropolitan Television của Nhật Bản vào ngày 30 tháng 9 năm 2016. Năm tập phim cũng đã được phát sóng trên website chia sẻ video Niconico trong một sự kiện khởi động được trình chiếu trực tiếp vào ngày 28 tháng 11, một ngày trước khi Final Fantasy XV ra mắt trên toàn thế giới. Theo kế hoạch, chỉ có 5 tập mà thôi, nhưng Ofuji nói rằng còn tùy thuộc vào sự tiếp nhận bộ phim của công chúng, những tập khác có thể được sản xuất thêm nữa.

### Danh sách tập phim
| Tập | Tựa đề                 | Ngày công chiếu     |
| --- | ---------------------- | ------------------- |
| 1 | "Before the Storm"     | 30 tháng 3 năm 2016 |
| Noctis cùng bè bạn đã lên đường đi gặp Lunafreya, suốt trong thời gian đó anh có nghe nói về cuộc tấn công nhằm vào thủ đô Insomnia của Lucis và buộc phải đánh trả các cuộc công kích từ đạo quân magitek của đế chế Niflheim. Anh cũng nhớ lại cuộc tấn công của Daemon hồi còn nhỏ làm mình bị thương nặng: vào cuối tập phim, tình cờ gặp lại Daemon một lần nữa trong đạo quân tiến công của Niflheim. |                        |                     |
| 2 | "Dogged Runner"        | 14 tháng 6 năm 2016 |
| Sườn truyện của Prompto được tiết lộ khi anh đang chăm sóc cho một chú cún hoang bị thương trên đường. Ban đầu chỉ là một học sinh nhút nhát và béo phì trong ngôi trường của Noctis, cuộc gặp gỡ và chăm sóc một chú chó con của Lunafreya dẫn đến việc cô nhờ anh kết bạn với Noctis. Ngay khi hai người đang học trung học, Prompto đã giảm cân và có được sự tự tin mới, mặc dù Noctis vẫn nhận ra anh ngay từ lần gặp đầu tiên và chấp nhận làm bạn với nhau. |                        |                     |
| 3 | "Sword and Shield"     | 7 tháng 7 năm 2016  |
| Nguồn gốc về mối quan hệ của Gladiolus với Noctis được thể hiện trong khung cảnh cuộc chạm trán một con quái vật bỗng chốc biến thành cuộc đua tranh tài đầy thân thiện giữa Noctis và Gladiolus. Lần đầu tiên nhìn thấy Noctis như một đứa trẻ hư hỏng và tự mãn, ý kiến của anh dần dần thay đổi mạnh khi Noctis giúp đỡ em gái của Gladiolus là Iris tránh gặp rắc rối bằng cách đổ lỗi vì đi ra ngoài vườn hoa khu Citadel với cô bé. Gladiolus và Noctis hình thành mối dây liên kết chặt chẽ, xây đắp tình bạn vững chắc qua các sự kiện trong XV.                                                 |                        |                     |
| 4 | "Bittersweet Memories" | 17 tháng 8 năm 2016 |
| Nguồn gốc về mối quan hệ của Ignis với Noctis được tiết lộ khi cả nhóm ở lại thị trấn Lestallum, và Ignis cố gắng tái tạo món tráng miệng ưa thích của Noctis. Khi anh bắt đầu cảm thấy những ảnh hưởng của việc duy trì bức tường ma thuật của Lucis, Regis giao phó việc chăm sóc hoàng tử Noctis cho Ignis. Trong khi ban đầu không hề tỏ ra lo lắng, Noctis trở nên bối rối khi thấy vua cha Regis đã xa cách đến đâu, và có một cuộc tranh luận với Ignis khi đối mặt với tương lai lên làm vua của anh. Cuối cùng phải đối mặt với vị thế của mình, Noctis và Ignis đã tìm cách hòa giải với nhau. |                        |                     |
| 5 | "The Warmth of Light"  | 17 tháng 9 năm 2016 |
| Tập phim này chọn nơi mà "Before the Storm" bỏ qua, lúc Noctis đang giao chiến với Daemon gần như sắp giết được nó. Anh chỉ đột kích một mình nó, và sau một trận đánh dữ dội xảy ra — trong suốt cuộc chiến, anh bỗng dưng nhớ lại mọi thứ về cuộc tấn công đầu tiên, kể cả cách cha mình ra tay kết liễu con quái vật đó. Noctis tìm ra giải pháp mới trong những đoạn ký ức này, và giết chết Daemon với sự giúp đỡ từ đồng đội của mình, điều đó khiến anh chàng cảm thấy tuyệt vời. Bốn người sau đó tiếp tục cuộc hành trình trên đường đến Altissia.                                              |                        |                     |

## Đón nhận
Phản ứng lúc đầu của bộ phim trông tốt hơn so với dự kiến ban đầu của nhà phát triển, với tập đầu tiên nhận được nhiều lượt xem hơn so với dự đoán trước ngày phát hành. Tính đến tháng 11 năm 2016, các tập phim anime nằm trong số video được xem nhiều nhất trên kênh YouTube chính thức của trò chơi. "Before the Storm" là video được xem nhiều nhất trên kênh này, với hơn 2.330.000 lượt xem. "Dogged Runner" đứng thứ năm với hơn 614.000; trong khi "Sword and Shield" và "Bittersweet Memories" đứng thứ #13 và #14 với hơn 431.790 và 344.000 lượt xem tương ứng. Tập cuối cùng có số lượt xem thấp nhất, với chỉ hơn 110.000. Các phiên bản của tập phim trên kênh với phụ đề đa ngôn ngữ cũng có lượt xem trên 100.000.
Trong bài đánh giá tập đầu tiên của anime, Meghan Sullivan của IGN đã ca ngợi hình ảnh đồ họa và biên đạo phong cách chiến đấu, nhưng cảm thấy rằng câu chuyện sẽ gây nhầm lẫn cho những người không quen thuộc với game. Cô đã kết thúc bằng cách gọi tập phim này là "một khởi đầu vững chắc cho những điều mang đầy triển vọng rằng đây sẽ là một bộ anime đáng nhớ". Michelle Nguyen của Geek.com, viết sau khi phát hành tập "Sword and Shield", nhìn chung mang tính tích cực về anime này, ca ngợi những nhân vật trong phim mặc dù cô không mấy thích thú vì thiếu hẳn các nhân vật nữ có thể chơi được trong game. Khi nói về từng tập phim, cô nhận thấy tập đầu tiên khá yếu, và xếp "Dogged Runner" ở mức cao vì làm thay đổi Prompto trở thành một nhân vật phức tạp hơn. Andrew Webster, viết cho tờ The Verge, nói rằng bộ anime đã bắt nhịp được sự pha trộn yếu tố hài hước và ẩn ý câu truyện nhập vai truyền thống của trò chơi, chia sẻ lời ngợi khen của Nguyen dành cho "Dogged Runner", và nói rằng anime khiến anh háo hức hơn khi được chơi tựa game này.
Chris Carter của Destructoid, trong một bài viết về việc phát hành tập cuối, cho biết anh thích toàn bộ anime này, dù anh đã tìm thấy tập cuối cùng có câu chuyện rất lỏng lẻo khi so sánh với phần còn lại của bộ phim do tập trung vào yếu tố hành động nhiều hơn. Anh nói rằng mình "hoàn toàn tin tưởng" những mối quan hệ giữa Noctis và các nhân vật khác. Trong một bài viết đang tóm tắt Final Fantasy XV và các phương tiện truyền thông có liên quan đến game, GamesRadar đã gọi các tập phim của anime "được biên kịch khá tốt đến mức đáng kinh ngạc" và "rất đáng xem", lưu ý đến sự tập trung vào những mẩu chuyện cá nhân so với lối kể truyện oai hùng của Kingsglaive. Trong một bài viết tương tự, Kim Snaith của Kotaku UK nói rằng anime "có những cảnh tượng [sắp đặt] thật hoàn hảo cho nơi chốn được chọn lựa trong Final Fantasy XV".